# 나프탈렌
나프탈렌(영어: naphthalene)은 화학식 C
10H
8을 갖는 유기 화합물이다. 가장 간단한 여러 고리 방향족 탄화수소이며, 0.08 ppm의 농도에서도 감지 가능한 특유의 냄새를 지닌 흰색 결정 고체이다. 방향족 탄화수소로서 나프탈렌의 구조는 두 개의 벤젠 고리가 융합된 형태이다. 전통적인 좀약의 주성분이다.

## 역사
1820년대 초반에 콜타르를 증류하여 얻은 자극적인 냄새가 나는 흰색 고체에 대한 두 개의 별도 보고가 있었다. 1821년, 존 키드는 이 두 가지 공개를 인용하고 이 물질의 많은 특성과 생산 수단을 설명했다. 그는 나프타(콜타르를 포함한 휘발성, 인화성 액체 탄화수소 혼합물을 포괄하는 광범위한 용어)의 한 종류에서 파생되었기 때문에 나프탈린이라는 이름을 제안했다. 나프탈렌의 화학식은 1826년에 마이클 패러데이에 의해 결정되었다. 두 개의 융합된 벤젠 고리 구조는 1866년에 에밀 엘렌마이어에 의해 제안되었고, 3년 뒤에 카를 그래베에 의해 확인되었다.

## 물리적 특성
나프탈렌 분자는 한 쌍의 벤젠 고리가 융합된 것으로 볼 수 있다. (유기화학에서 고리는 두 개 이상의 원자를 공유하면 융합된 것이다.) 따라서 나프탈렌은 벤젠계 여러 고리 방향족 탄화수소(PAH)로 분류된다.
두 고리가 공유하지 않는 8개의 탄소 원자는 각각 하나의 수소 원자를 가지고 있다. 파생 화합물의 표준 IUPAC 명명법 목적상, 이 8개의 원자는 공유된 탄소 원자에 인접한 탄소 원자부터 시작하여 분자의 둘레를 따라 순서대로 1부터 8까지 번호가 매겨진다. 공유된 탄소 원자는 4a(4와 5 사이)와 8a(8과 1 사이)로 표시된다.

### 분자 구조
이 분자는 벤젠처럼 평면형이다. 벤젠과 달리 나프탈렌의 탄소-탄소 결합 길이는 모두 같지 않다. C1-C2, C3-C4, C5-C6, C7-C8 결합 길이는 약 1.37 Å (137 pm)인 반면, 다른 탄소-탄소 결합 길이는 약 1.42 Å (142 pm)이다. 엑스선 회절로 확립된 이 차이는, 나프탈렌의 원자가 결합 이론 모델, 특히 크로스 공액 정리에 일치한다. 이 정리는 나프탈렌을 다이엔에 결합되어 있지만 (적어도 바닥 상태) 광범위하게 공액되어 있지 않은 방향족 벤젠 단위로 기술하며, 이는 세 가지 공명 구조 중 두 가지와 일치한다.
이러한 공명 때문에 분자는 공유된 탄소 쌍의 평면을 가로지르는 양방향 대칭뿐만 아니라 C2-C3 및 C6-C7 결합을 이등분하는 평면, 그리고 탄소 원자의 평면을 가로지르는 대칭성을 가지고 있다. 따라서 동등한 수소 원자의 두 가지 세트가 있다. 알파 위치(1, 4, 5, 8)와 베타 위치(2, 3, 6, 7)이다. 따라서 단일 치환 나프탈렌에 대해서는 알파 또는 베타 위치에서의 치환에 해당하는 두 가지 이성질체가 가능하다.

아줄렌

두 개의 융합된 방향족 고리를 가진 나프탈렌의 구조 이성질체에는 5-7 융합 고리 시스템을 가진 아줄렌과 융합된 4-8 고리 시스템을 가진 바이사이클로[6.2.0]데카펜타엔이 포함된다.
나프탈렌의 점군 대칭은 D2h이다.

### 전기 전도성
순수 결정 나프탈렌은 상온에서 중간 정도의 절연체이며, Ω m의 약 1012의 저항률을 가진다. 저항률은 용융 시 1000배 이상 감소하여 약 4 × 108 Ω m이 된다. 액체와 고체 모두에서 저항률은 ρ = ρ0 exp(E/(kT))와 같이 온도에 의존하며, 여기서 ρ0 (Ω⋅m)와 E (eV)는 상수 매개변수이고, k는 볼츠만 상수(8.617 × 10−5 eV/K)이며, T는 절대 온도(K)이다. 고체에서 매개변수 E는 0.73이다. 그러나 고체는 100 K 이하에서 반도체 특성을 나타낸다.

## 화학적 특성

### 친전자체와의 반응
친전자성 방향족 치환 반응에서 나프탈렌은 벤젠보다 더 쉽게 반응한다. 예를 들어, 나프탈렌의 염소화 및 브롬화는 촉매 없이 진행되어 각각 1-클로로나프탈렌과 1-브로모나프탈렌을 생성한다. 마찬가지로 벤젠과 나프탈렌 모두 프리델-크래프츠 반응 조건하에서 알킬화될 수 있지만, 나프탈렌은 황산 또는 인산 촉매를 사용하여 알켄 또는 알코올과 반응하여 쉽게 알킬화될 수도 있다. 반대로, 무수 염화 알루미늄은 나프탈렌과 반응하여 헥사머를 생성하며, 이 헥사머에서는 각 나프탈렌 단량체의 한 고리가 방향족성을 잃고 1과 4 위치에서 다른 단량체와 연결된다.
위치 선택성 측면에서 친전자체는 알파 위치를 공격한다. 베타 치환에 대한 알파 치환의 선택성은 중간체의 공명 구조를 통해 합리화될 수 있다. 알파 치환 중간체에 대해 7개의 공명 구조를 그릴 수 있으며, 이 중 4개는 방향족 고리를 유지한다. 베타 치환의 경우 중간체는 6개의 공명 구조만을 가지며, 이 중 2개만 방향족이다. 술폰화는 "알파" 생성물인 나프탈렌-1-술폰산을 속도론적 생성물로, 나프탈렌-2-술폰산을 열역학적 생성물로 생성한다. 1-이성질체는 25 °C에서 주로 형성되고, 2-이성질체는 160 °C에서 형성된다.
1- 및 2-술폰산을 생성하는 술폰화는 쉽게 발생한다.
H
2SO
4 + C
10H
8 → C
10H
7SO
3H + H
2O
추가 술폰화는 다이-, 트라이-, 테트라술폰산을 생성한다.

### 리튬화
페닐리튬 합성과 유사하게, 1-브로모나프탈렌은 리튬-할로젠 교환을 통해 1-리튬나프탈렌으로 전환된다.
C10H7Br + BuLi  →   C10H7Li + BuBr
결과로 생성된 리튬나프탈렌은 페닐리튬의 거동과 달리 두 번째 리튬화를 겪는다. 이러한 1,8-다이리튬 유도체는 다수의 peri-나프탈렌 유도체의 전구체이다.

### 환원 및 산화
알칼리 금속과 함께 나프탈렌은 나트륨 나프탈렌과 같은 짙은 청록색 라디칼 음이온 염을 형성한다. Na+C10H−
8. 나프탈렌 음이온은 강력한 환원제이다.
나프탈렌은 금속 촉매 존재 하에서 고압으로 수소화되어 1,2,3,4-테트라하이드로나프탈렌(C
10H
12), 일명 테트라린을 생성할 수 있다. 추가적인 수소화는 데카하이드로나프탈렌 또는 데칼린(C
10H
18)을 생성한다.
촉매로서 오산화 바나듐 존재 하에서 산소
2로 산화하면 무수 프탈산이 생성된다.
C10H8  +  4.5 O2   →   C6H4(CO)2O  +  2 CO2  +  2 H2O
이 반응은 나프탈렌의 주요 용도의 기초이다. 산화는 재래식 크로메이트 또는 과망가니즈산 염 시약을 사용하여 수행될 수도 있다.

## 생산

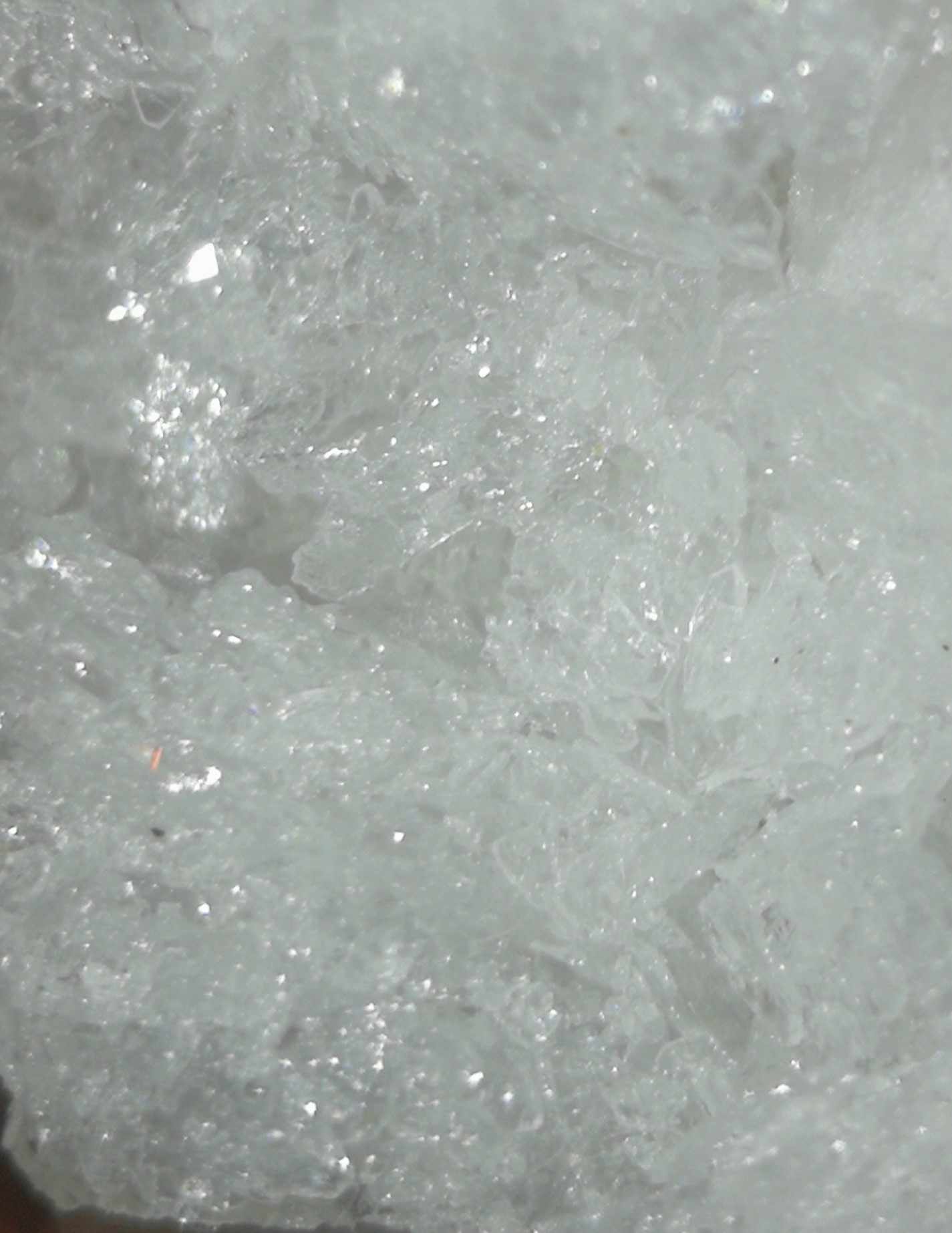
나프탈렌

1960년대부터 1990년대까지 상당량의 나프탈렌이 정유공장 과정에서 중질 석유 분획으로부터 생산되었지만, 현재는 주로 콜타르로부터 생산된다. 2023년 기준, 전 세계 나프탈렌 시장은 225만 톤이었다.
나프탈렌은 콜타르의 가장 풍부한 단일 성분이다. 콜타르의 조성은 석탄 종류 및 가공에 따라 다르지만, 일반적인 콜타르는 중량 기준으로 약 10%의 나프탈렌을 포함한다. 산업 현장에서는 콜타르의 증류를 통해 약 50%의 나프탈렌과 12가지 다른 방향족 화합물을 포함하는 오일을 얻는다. 이 오일은 산성 성분(주로 다양한 페놀)을 제거하기 위해 수산화 나트륨 수용액으로 세척하고, 염기성 성분을 제거하기 위해 황산으로 세척한 후, 나프탈렌을 분리하기 위해 분별 증류를 거친다. 이 과정에서 얻어지는 조나프탈렌은 중량 기준으로 약 95%의 나프탈렌이다. 주요 불순물은 황을 포함하는 방향족 화합물인 벤조싸이오펜(< 2%), 인다네(0.2%), 인데네(< 2%), 메틸나프탈렌(< 2%)이다. 석유에서 유래된 나프탈렌은 일반적으로 콜타르에서 유래된 것보다 순수하다. 필요한 경우, 조나프탈렌은 다양한 용매를 사용하여 재결정하여 추가적으로 정제될 수 있으며, 이는 중량 기준으로 99%의 나프탈렌(80 °C 녹는점)을 얻는다.
북아메리카에서는 Koppers Inc., Ruetgers Canada Inc., Recochem Inc.가 콜타르 생산 업체이며, 주요 석유 생산 업체는 Monument Chemical Inc.이다. 서유럽에서는 Koppers, Ruetgers, Deza가 잘 알려진 생산 업체이다. 동유럽에서는 러시아의 다양한 통합 금속공학 단지(Severstal, Evraz, Mechel, MMK), 나프탈렌 및 페놀 전용 제조업체 INKOR, 우크라이나의 Yenakievsky Metallurgy 공장 및 카자흐스탄의 ArcelorMittal Temirtau에서 나프탈렌을 생산한다.

### 기타 출처 및 존재
나프탈렌과 그 동족체 알킬 크레오소트의 주요 구성 요소이다.
목련속과 일부 사슴 종, 그리고 포모사나 지하흰개미는 미량의 나프탈렌을 생산하며, 이는 흰개미가 "개미, 독버섯, 선형동물"에 대한 기피제로 생산하는 것일 수 있다. 내생균의 일부 균주인 무스코도르 알부스(Muscodor albus)는 다양한 휘발성 유기 화합물 중에서 나프탈렌을 생산하는 반면, 무스코도르 비티겐스(Muscodor vitigenus)는 거의 전적으로 나프탈렌을 생산한다.

## 용도
나프탈렌은 주로 파생 화학 물질의 전구체로 사용된다. 나프탈렌의 가장 큰 단일 용도는 무수 프탈산의 산업 생산이지만, 더 많은 무수 프탈산이 O-자일렌에서 만들어진다.

### 훈증제
나프탈렌은 훈증제로 사용되어 왔다. 한때 좀약의 주요 성분이었지만, 1,4-다이클로로벤젠과 같은 대체재로 대체되었다. 나프탈렌 펠릿이 담긴 밀봉 용기에서 나프탈렌 증기는 섬유를 공격하는 많은 나방의 성충과 유충 형태 모두에게 독성이 있는 수준으로 축적된다. 나프탈렌의 다른 훈증제 용도로는 토양 농약으로 사용되는 것, 다락방 공간에서 곤충과 주머니쥐와 같은 동물을 퇴치하는 데 사용되는 것, 박물관 수납 서랍과 찬장에서 내용물을 해충 공격으로부터 보호하는 데 사용되는 것이 있다.

### 용매
녹은 나프탈렌은 잘 녹지 않는 방향족 화합물에 대한 우수한 용해 매체를 제공한다. 많은 경우, 다이클로로벤젠, 벤조나이트릴, 나이트로벤젠, 듀렌과 같은 다른 고비점 용매보다 효율적이다. C60과 안트라센의 반응은 환류 나프탈렌에서 편리하게 수행되어 1:1 딜스-알더 반응 부가물을 생성한다. 하이드로포르피린의 방향화는 나프탈렌 용액의 DDQ를 사용하여 달성되었다.

### 파생 용도
나프탈렌의 가장 큰 단일 용도는 무수 프탈산 생산이며, 이는 폴리염화 비닐용 가소제, 페인트 및 바니시에 사용되는 알키드 수지 중합체를 만드는 데 사용되는 중간체이다.

#### 술폰산 및 술폰산염
많은 나프탈렌술폰산 및 술폰산염이 유용하다. 나프탈렌술폰산은 다양한 염료, 안료, 고무 가공 화학 물질 및 기타 화학 물질과 제약품의 전구체인 1-나프톨 및 2-나프톨 합성에 사용된다. 또한 합성 및 천연 고무, 농업용 농약, 염료, 납 축전지 플레이트의 분산제로도 사용된다. 암스트롱산과 같은 나프탈렌다이술폰산은 전구체로 사용되며 CFT와 같은 제약 염을 형성한다.
아미노나프탈렌술폰산은 많은 합성 염료 합성의 전구체이다.
알킬 나프탈렌술폰산염(ANS)은 수성 매체에서 콜로이드 시스템을 효과적으로 분산시키는 비세제성 계면활성제(습윤제)로서 많은 산업 응용 분야에서 사용된다. 주요 상업적 응용 분야는 습윤성 분말 및 습윤성 과립(건조 유동성) 제형에 ANS를 사용하는 농업 화학 산업과, 표백 및 염색 작업에 ANS의 습윤 및 소포 특성을 사용하는 섬유 및 직물 산업이다.
일부 나프탈렌술폰산염 중합체는 고강도 콘크리트 생산에 사용되는 슈퍼가소제이며, 석고 벽판 생산 시 감수제 역할을 한다.
이들은 나프탈렌술폰산을 폼알데하이드로 처리한 후 수산화 나트륨 또는 수산화 칼슘으로 중화하여 생산된다.

#### 기타 파생 용도

프로프라놀롤은 베타 차단제이다.

많은 아조 염료는 나프탈렌에서 생산된다. 유용한 농업 화학 물질에는 나프톡시아세트산이 포함된다.
나프탈렌의 수소화는 테트라하이드로나프탈렌(테트라린)과 데카하이드로나프탈렌(데칼린)을 생성하며, 이는 저휘발성 용매로 사용된다. 테트라린은 수소 공여 용매로 사용된다.
나프탈렌의 알킬화를 프로필렌으로 하면 비휘발성 잉크 액체로 유용한 다이아이소프로필나프탈렌 혼합물이 생성된다.
치환 나프탈렌은 프로프라놀롤(베타 차단제) 및 나부메톤(비스테로이드성 항염증제)과 같은 제약품으로 사용된다.

### 기타 용도
나프탈렌의 높은 휘발성으로 인해 몇 가지 용도가 파생된다. 고다공성 연삭 휠 제조 시 인공 기공을 만드는 데 사용된다. 승화 질량을 이용한 열 전달 공학 연구에 사용된다. 냉각 가스 위성 추진기에 사용되는 승화성 추진제로 탐색되었다.

## 건강 영향
나프탈렌에 다량 노출되면 적혈구를 손상시키거나 파괴할 수 있으며, 이는 포도당 6-인산 탈수소효소 결핍증으로 알려진 유전 질환을 가진 사람들에게 가장 흔하게 발생한다. 전 세계적으로 약 4억 명의 사람들이 이 질환을 앓고 있다. 특히 어린이들이 나프탈렌 함유 좀약이나 방향제를 섭취한 후 용혈성 빈혈이라는 질환에 걸렸다. 증상으로는 피로, 식욕 부진, 안절부절 못함, 창백한 피부 등이 있다. 나프탈렌에 다량 노출되면 혼란, 구역질, 구토, 설사, 오줌에 혈액이 섞이는 것, 황달(간 기능 장애로 인한 피부 황색 변색) 등이 발생할 수 있다.
미국 국립 독성 프로그램(NTP)은 수컷 및 암컷 래트와 쥐를 주중에 2년간 나프탈렌 증기에 노출시키는 실험을 수행했다. 수컷과 암컷 래트 모두 코의 선종과 신경아세포종 발생률 증가와 함께 발암 증거를 보였다. 암컷 쥐는 폐포 및 세기관지 선종 발생률 증가를 바탕으로 일부 발암 증거를 보였지만, 수컷 쥐는 발암 증거를 보이지 않았다.
국제 암 연구 기관(IARC)는 나프탈렌을 사람과 동물에게 잠재적 발암 물질(그룹 2B)로 분류한다. IARC는 또한 급성 노출이 사람, 래트, 래빗, 쥐에서 백내장을 유발하며, 경구 또는 흡입 노출 또는 임신 중 산모 노출 후 어린이와 영아에게 용혈성 빈혈(위에 설명됨)이 발생할 수 있음을 지적한다. 나프탈렌을 함유한 좀약 및 일부 방향제의 발암 효과에 대한 가능한 메커니즘이 확인되었다.

### 규제
미국 연방 정부 기관은 나프탈렌 노출에 대한 직업 노출 한계를 설정했다. 미국 산업안전보건청은 8시간 가중 평균으로 10 ppm (50 mg/m3)의 허용 노출 한계를 설정했다. 미국 국립 직업안전위생연구소는 8시간 가중 평균으로 10 ppm (50 mg/m3)의 권고 노출 한계와 함께 15 ppm (75 mg/m3)의 단기 노출 한계를 설정했다. 나프탈렌의 최소 냄새 역치는 사람에게 0.084 ppm이다.
나프탈렌을 함유한 좀약 및 기타 제품은 유럽 연합에서 2008년부터 금지되었다.
중화인민공화국에서는 좀약에 나프탈렌을 사용하는 것이 금지되어 있다. 인체 건강에 대한 위험과 천연 장뇌의 일반적인 사용이 금지 이유로 인용된다.

## 나프탈렌 유도체
| 이름                                | 화학식   | 몰 질량 [g/mol] | 녹는점 [°C] | 끓는점 [°C]   | 밀도 [g/cm3] | 굴절률 |
| ----------------------------------- | -------- | --------------- | ----------- | ------------- | ------------ | ------ |
| 1-나프토산                          | C11H8O2  | 172.18          | 157         | 300           |              | —      |
| 2-나프토산                          | C11H8O2  | 172.18          | 185.5       |               |              | —      |
| 1-나프토일 클로라이드               | C11H7ClO | 190.63          | 16–19       | 190 (35 Torr) | 1.265        | 1.6552 |
| 1-나프톨                            | C10H8O   | 144,17          | 94–96       | 278           | 1.224        | —      |
| 1-나프탈데하이드                    | C11H8O   | 156,18          | 1–2         | 160 (15 Torr) |              |        |
| 1-나이트로나프탈렌                  | C10H7NO2 | 173.17          | 53–57       | 340           | 1.22         | —      |
| 1-플루오로나프탈렌                  | C10H7F   | 146.16          | −19         | 215           | 1.323        | 1.593  |
| 1-클로로나프탈렌                    | C10H7Cl  | 162.62          | −6          | 259           | 1.194        | 1.632  |
| 2-클로로나프탈렌                    | C10H7Cl  | 162.62          | 59.5        | 256           | 1.138        | 1.643  |
| 1-브로모나프탈렌                    | C10H7Br  | 207.07          | −2          | 279           | 1.489        | 1.670  |
| 1,2,7-트라이메틸나프탈렌 (사포탈린) | C13H14   | 170.25          | 143         | 128           | 0.987        |        |
| 1-노닐나프탈렌                      | C19H26   | 254.417         | 8           | 115           | 0.9371       |        |
| 나프탈렌-1-술폰산                   | C10H8SO3 | 208.23          | 139–140     |               |              |        |
| 나프탈렌-2-술폰산                   | C10H8SO3 | 208.23          | 124         |               |              |        |

## 같이 보기
- 장뇌
- 다이알린, 테트라린, 데칼린
- 좀약
- 1-나프톨, 2-나프톨
- 바그너-야우레그 반응 (고전적인 나프탈렌 합성)